# مربى الورد

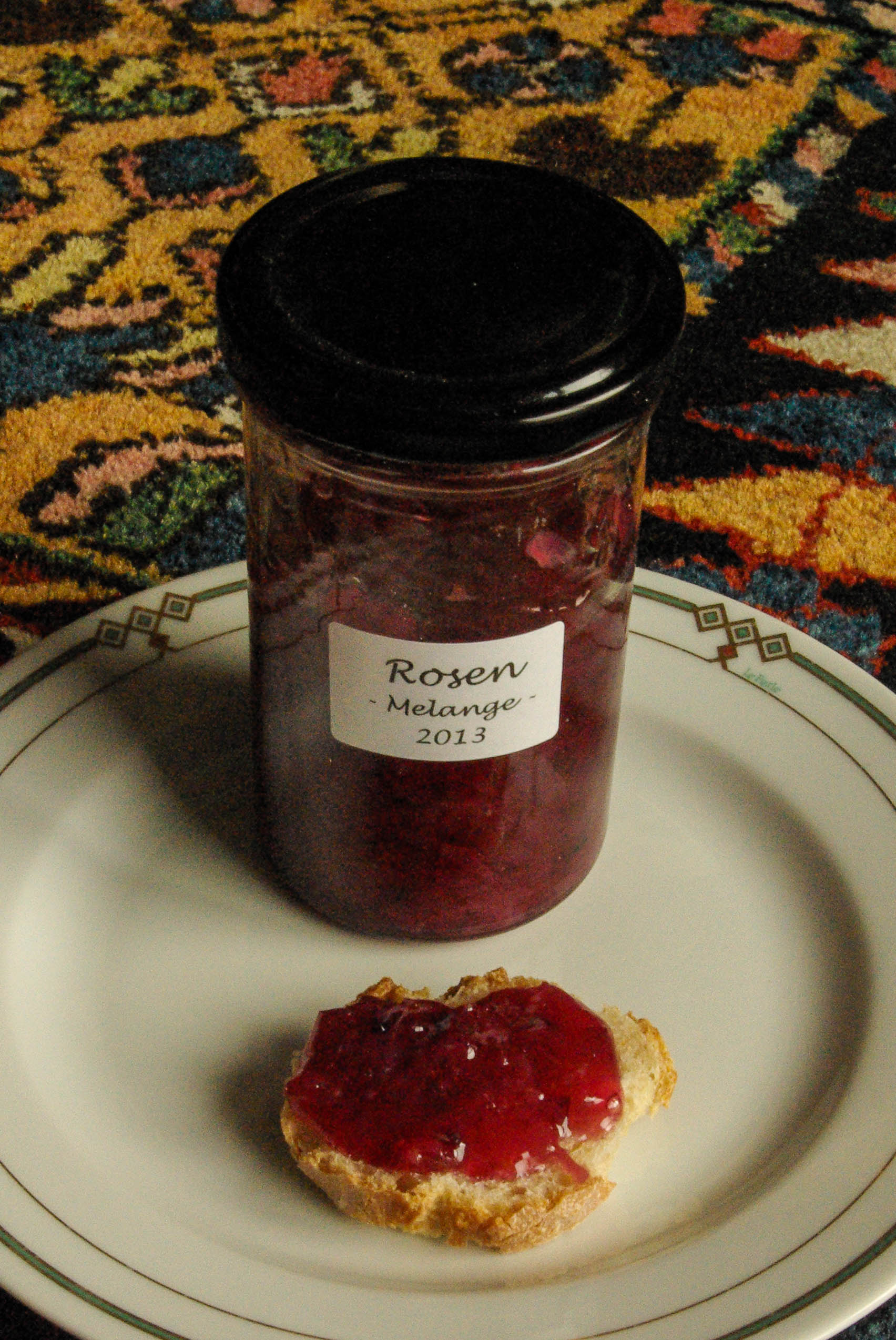
علبة مربى الورد الجوري

مربى الورد الحجازي نوع من أنواع المربيات والذي يتميز بأنه لا يصنع من الفواكه، لكن من الأزهار، ويتميز هذا النوع من المربيات بطعمه الشهي والرائع.
تشتهر منطقة الحجاز (غرب المملكة العربية السعودية ) بصناعته، وخصوصاً مدينتي الطائف والمدينة المنورة، ثم بدأ يشهد رواجاً في دول عربية أخرى. وتُصنع مربى الورد من الورد الطائفي والورد المديني الذي هو نوع من أنواع الورد الجوري الذي ينمو طبيعياً في منطقة الحجاز
ويحتوي الورد على عدد كبير من الفوائد، وذلك نظرا لغناه بالفيتامينات بشكل عام، وبفيتامين (ج) بشكل خاص، كما يستعمل هذا النوع من المربى لعلاج التهاب الحلق، كما أنه يقوي مناعة الجسم فيمنع الإصابة بالرشح والزكام.

## طريقة الصنع
طريقة عمل مربى الورد 

### المقادير
1. نصف كغ من الورد الطائفي
2. كيلو ونصف من السكر
3. عصير ليمونتين حامضتين
4. أربعة أكواب من الماء

### الطريقة
- تنقى الأوراق الطازجة من الورد وتوضع في قدر من الستانلس سميكة القعر
- تضاف نصف كمية السكر إلى أوراق الورد ويغطى القدر ويترك جانباً أثناء الليل حتى يتشرب السكر رحيق الورد
- يوضع الماء وعصير الحامض والسكر في قدر ثانية ويوضع القدر على نار خفيفة ويحرك الخليط بملعقة خشبية
- بعد أن يغلي السكر يترك مدة 5 دقائق أخرى يغلي على النار الخفيفة مع التحريك المستمر
- يضاف خليط الورد والسكر إلى القطر ويحرك الخليط على نار خفيفة حتى يغلي الخليط مع التحريك بين الحين والآخر
- يترك الورد يغلي مدة 10 دقائق أخرى
- يصب المربى في الأوانى الزجاجية ويغطى بورق مشمع يلامس المربى ثم يغطى بغطاء الأواني المحكم ويحفظ لحين الاستعمال.